# 2709 세이건
2709 세이건(2709 Sagan)은 소행성대에 있는 소행성으로, 1982년 에드워드 L. G. 보웰이 발견했다. 이름은 천문학자 칼 세이건을 따라 명명했다. 2709 세이건은 S형 소행성이기 때문에 석질이다.